# Anders Torpegaard
Anders Torpegaard (født 2. november 1986) er en dansk tidligere fodboldspiller, som blandt andet har spillet i Odense Boldklub og FC Vestsjælland. Torpegaard spillede i alt seks kampe for U18- og U19-landsholdet.

## Klubkarriere
Torpegaard skrev den 20. august 2008 fra Odense Boldklub til FC Vestsjælland. Forinden da han havde sin sommerpausen spillet som amatør i klubben.
I sommeren 2012 forlod Torpegaard FC Vestsjælland, og han udtalte i den forbindelse, at han overvejede at stoppe sin aktive karriere for i stedet at fokusere på sine studier.
Han stoppede ved udgangen af 2013 i Gentofte-Vangede Idrætsforening. Begrundelsen var, at det ikke var muligt at lave en ny aftale, da arbejdet tog for meget af Torpegaards tid.